# Eleonora Maturana
Eleonor de Saint Louis ((es) Eleonora de San Luis) (1884-1931), née Eleonora López de Maturana Ortiz de Zárate, est une religieuse  carmélite argentine reconnue vénérable par l'Église catholique.

## Biographie
Eleonora Maturana est née à Bilbao (Espagne) le 25 juillet 1884 avec une sœur jumelle Pilar. Les deux filles sont baptisées le même jour, et toutes deux entreront dans les ordres. 
Les jeunes filles sont nées dans une famille chrétienne d'origine Alava, le jour même de la fête de Saint-Jacques, patron de la ville de Bilbao.
Eleonor entre au couvent des Carmélites de la Charité à Vitoria-Gasteiz à l'age de 19 ans. Après son noviciat, elle enseigne durant six années la musique et les langues au collège de Guernica.
Un projet de fondation de couvent en Amérique latine voit le jour. Elle se porte volontaire et sa demande est acceptée. Elle quitte le port de Barcelone le 4 avril 1913 et débarque à Suipacha le 23 avril, avec quatre autres religieuses chargées elles aussi de cette nouvelle fondation.
La religieuse rejoint alors le tout nouveau collège Notre-Dame du Mont-Carmel de Suipacha, en Argentine, où elle restera jusqu'à sa mort. Les cours débutent le 5 mai 1913 avec cinq enfants. Le premier bâtiment et rapidement abandonné pour des raisons d'espace (manque de place pour établir un hébergement pour les religieuses et de salles de classe pour l'enseignement). Les religieuses s'installent dans un autre bâtiment existant : un ancien bâtiment municipal devenu poste de police. Ce bâtiment transformé en école est toujours occupé aujourd'hui par la congrégation,. 
La religieuse s'acquitte de son service de professeur avec simplicité et avec une grande charité. 
Elle transmet son « amour pour le Christ » à tous ceux qui s'approchent d'elle, que ce soit les anciens élèves du collège qu'elle continue de rencontrer, ou tous ceux avec qui elle maintient une correspondance.
Sœur Léonor fait connaître en Argentine les Œuvres pontificales missionnaires, pour que « ceux qui restent à la maison » puissent soutenir spirituellement et financièrement « les missionnaires qui partent dans le monde ». Elle organise également des « processions missionnaires », inédites en Argentine. Elle traduit également divers articles théologiques pour vulgariser la connaissance de la foi. Ses hagiographes rapportent qu'à travers une vie apparemment ordinaire, la religieuse est arrivée à une union avec Dieu,.
Atteinte par un cancer de l'estomac, elle décède à Buenos Aires le 28 janvier 1931. Elle est solennellement enterrée dans l'église paroissiale de la ville (de Suipacha),.

## Béatification
Son procès en béatification est ouvert en 1979 à l'initiative des religieuses de son couvent en Argentine. 
Le 23 décembre 1993, le pape Jean-Paul II reconnaît l'héroïcité de ses vertus, et la déclare vénérable. 